# 4minute
4minute (hangul: 포미닛) – południowokoreański girlsband założony w 2009 roku przez Cube Entertainment. Grupa oficjalnie zadebiutowała 15 czerwca 2009 roku, wydając singiel Hot Issue. W skład zespołu wchodziły Jihyun, Gayoon, Jiyoon, Hyuna i Sohyun.
Zespół został rozwiązany w czerwcu 2016 roku, ponieważ wszystkie członkinie zespołu poza Hyuną zdecydowały się nie przedłużać swoich kontraktów z wytwórnią.

## Historia

### 2009 Debiut, „Hot Issue” i „MUZIK”

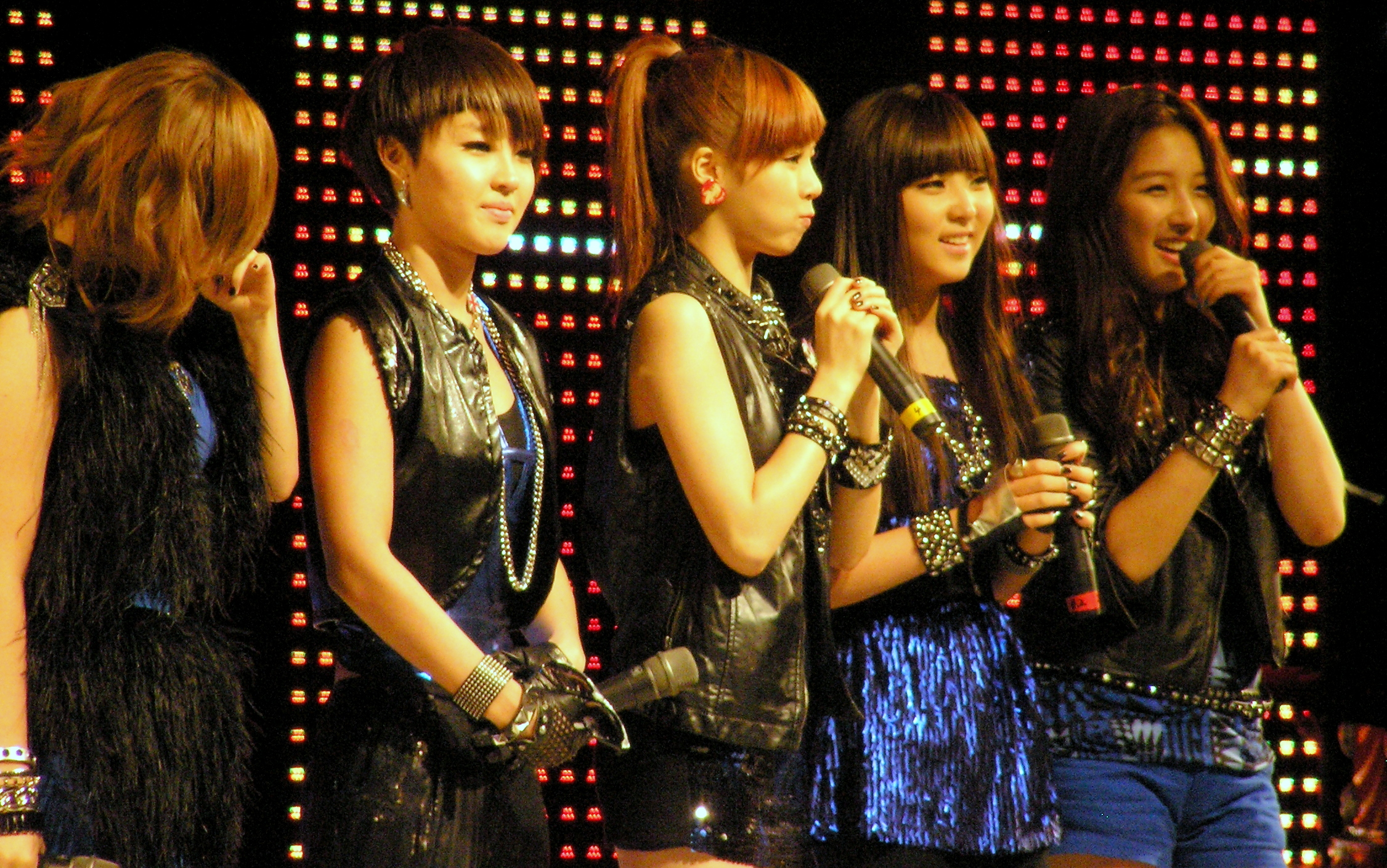
Dongguk University w 2009, od lewej do prawej: Gayoon, Jiyoon, Hyuna, Sohyun, Jihyun

4minute pojawiły się w maju 2009 roku, również w tym czasie ujawniono tożsamość dwóch członkiń grupy: Hyuny (byłej członkini zespołu Wonder Girls) i Jihyun, która była liderką grupy. Pozostałe 3 członkinie zespołu przedstawiono dopiero 12 czerwca. Pierwszym singlem zespołu była piosenka pt.: „Hot Issue”, której teaser został wydany 10 czerwca, zaś sam utwór pojawił się 8 dni później.
W dniu 21 czerwca 2009 r. po pierwszym tygodniu promocji „Hot Issue”, fani ukradli różne przedmioty z auta grupy (odzież, biżuterię itp.). Przedstawiciel prasowy Cube orzekł: „To bardzo niefortunne, że takie wydarzenie miało miejsce”.
Pod koniec sierpnia pojawił się ich pierwszy minialbum o nazwie For Muzik, który został wydany wraz z ich drugim singlem „Muzik”. Trzeci singel zatytułowany „What a Girls Wants” pojawił się niedługo po wydaniu EP. 27 sierpnia 2009 roku koreański nadawca KBS nadał zespołowi zakaz grania jednej z ich piosenek „Won't Give” (안줄래) za „zbyt seksualną zawartość tekstową”. Cube Entertainment oświadczyło, iż chodziło o „czyste uczucia, dziewczyny i chłopaka” i są bardzo rozczarowani tą decyzją.
W tym samym roku 4minute pojawiły się także w świątecznym singlu wytwórni Mario (jeden z pierwszych artystów Cube), „Jingle Jingle”, który ukazał się 2 grudnia. Premiera teledysku w sieci miała miejsce dzień później. Wygrały one także nagrody MUTIZEN i MNET za ich drugi singiel „Muzik”. Pod koniec roku we współpracy z amerykańską artystką Amerie wykonały remiks jej piosenki „Heard 'Em All”, który został dołączony do azjatyckiej wersji jej albumu.

### 2010 „Hit Your Heart”, debiut w Japonii

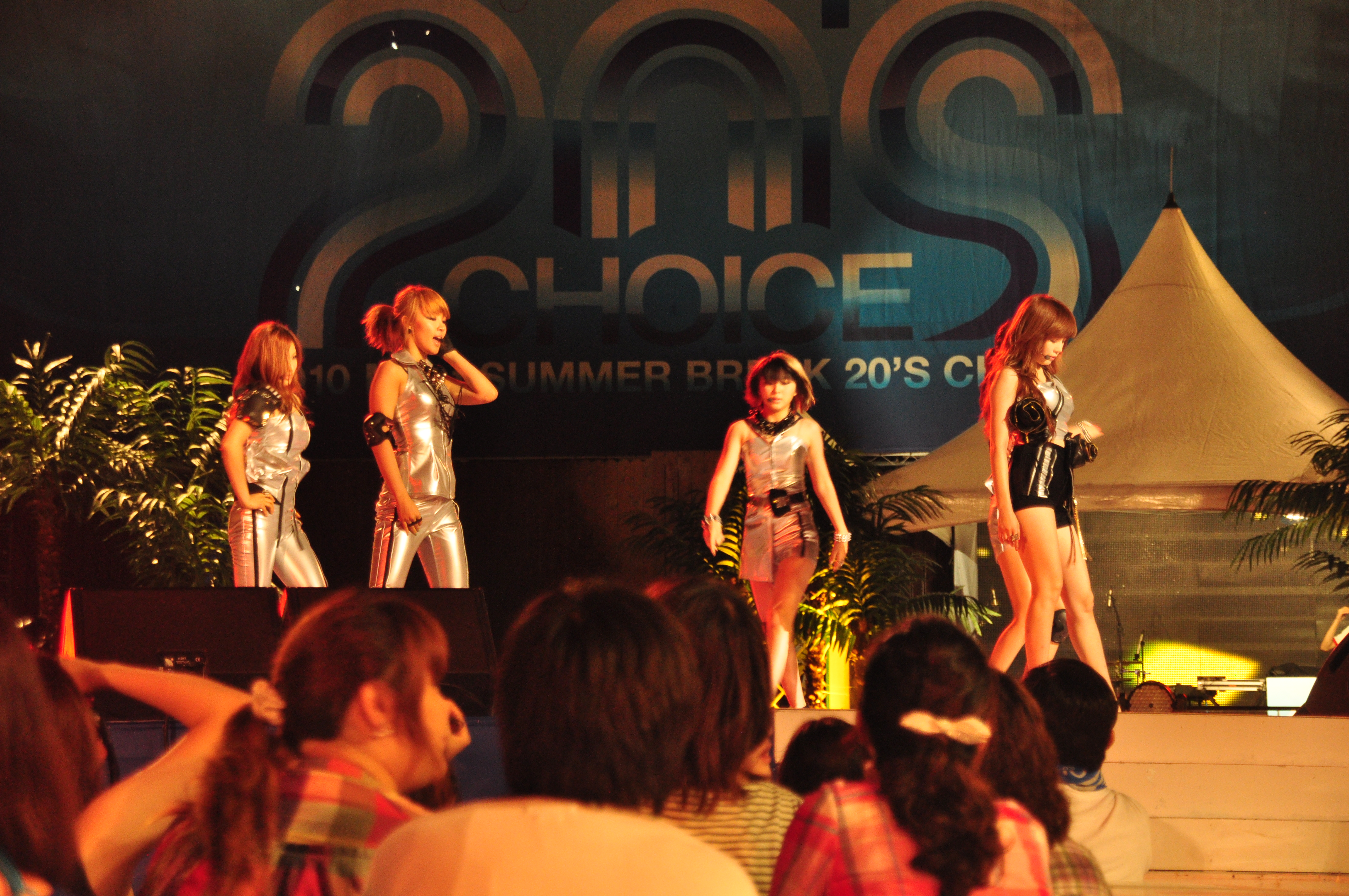
Mnet 20's Choice Awards w 2010

Cube Entertainment ogłosiło, że Universal Music Group będzie wspierać zespół w międzynarodowej promocji nowego albumu. Członkinie wyruszyły na swoją pierwszą trasę koncertową, „Asia Tour”, która rozpoczęła się w styczniu. Obejmowała ona; Tajwan, Filipiny, Tajlandię, Hongkong i Japonię. Na ich pierwszy solowy koncert w Japonii, który odbył się 8 maja 2010 roku, przyszło aż 4000 ludzi.
23 kwietnia 2010 pojawiła się odświeżona wersja ich albumu, sprzedawana w Tajwanie. Zawierała ona solowy debiut Hyuny „Change”, utworzony we współpracy z Junhyung'iem z B2ST oraz ich piosenkę w duecie z Amerie „Heard 'Em All”, a także bonusową płytę DVD z koncertu w Tajwanie.
Kilka miesięcy później, 19 maja ukazał się drugi mini-album zespołu zatytułowany „Huh (Hit Your Heart)”. Wraz z nim wydany został także nowy singiel zatytułowany „HuH”. W pierwszym utworze albumu „Who's Next?”, a także w teledyskach utworów „HuH” oraz „Invitation” pojawili się członkowie grupy B2ST oraz Bang Yong-guk z B.A.P (grupy, która zadebiutowała w 2012 roku).
4minute wydały także teledysk do piosenki „I My Me Mine”, 5 lipca 2010 roku. Cube ogłosiło, że piosenka zostanie wydana w wersji japońskiej. Tak więc powstały trzy różne wersje tego singla. 19 lipca 2010 r. utwór „Superstar” został wydany cyfrowo na rzecz koreańskiego serialu „K Superstar 2 season”.
13 sierpnia piosenkarki wraz z B2ST dla rozgrzewki wystąpiły podczas Młodzieżowych Igrzysk Olimpijskich 2010 w Singapurze. Był to pierwszy taki koncert wykonywany na Igrzyskach.
We wrześniu zapowiedziany oraz wstępnie wydany został nowy singiel „FIRST”, jednak oficjalnie pojawił się on dopiero 21 października. Pod koniec roku, a dokładniej 4-5 grudnia, zespół miał swój drugi solowy koncert w Japonii „Volume Energy Live 2: Diamond”. Trwał on dwie noce. Był to również początek promocji ich japońskiego albumu „Diamond”, wydanego 15 grudnia. Zaraz po debiucie trafił on na 18. miejsce listy przebojów 'Oricon'.

### 2011 „Heart to Heart”, 4Minutes Left i promocja w Japonii
13 stycznia 2011 4minute uczestniczyły w "DiGi Live K-Pop Party 2011" w Malezji, na Stadium Negara wraz z B2ST i G.NA. Grupa została uhonorowana nagrodą "Bonsang" na "20 Seoul Music Awards" 20 stycznia tego samego roku. 6 lutego grupa uczestniczyła w "2010 Billboard Japan Music Awards", przyznana im została nagroda „New Award Kpop Artist”.
19 stycznia zapowiedziano wydanie czwartego już japońskiego singla pt.:”WHY”, który ukazał się 9 marca jako piosenka przewodnia na "TV Asahi" japońskiej dramy „Akutou ~Juuhanzai Sousahan”. Teaser teledysku „WHY” został wydany 21 stycznia, a jego pełna wersja 7 lutego.
23 lutego, dziewczyny stały się modelkami we współpracy ze znanym projektantem sukni ślubnych Yumi'm Katasurą podczas "2011 Collection Grand Paris Fashion Show Tokyo", która odbyła się w Tokio, w Kokugikan Ryogoku. Na koniec pokazu zaśpiewały swoje dwa utwory, „MUZIK” oraz „WHY”.
Występowały one także w 50 rocznicę "Music Wave Koncert" w Tajlandii 12 marca. 12 stycznia Cube Entertainment zapowiedziało, że 4minute powróci wraz z nowym albumem w marcu. Zostało wydanych kilka teaserów. W późniejszym czasie ustalono, iż powstanie kolejny singiel, zatytułowany „Heart to Heart”. Piosenka wraz z teledyskiem ukazała się 29 marca. W teledysku pojawił się Jungshin z CNBLUE. Pierwszy oficjalny powrót zespołu na scenę odbył się 8 kwietnia w KBS Music Bank.
Po rocznej przerwie, 7 kwietnia grupa powróciła wraz z nową płytą i singlem pt.: "Mirror Mirror". Pomimo iż utwór zdążył wygrać kilka nagród i został ciepło przyjęty przez widzów, choreografia została uznana za zbyt prowokacyjną, szczególnie podczas śpiewu drugiego chóru, dlatego też zażądano od zespołu jej zmiany. Grupa wraz z nową choreografią zadebiutowała 14 kwietnia 2011 roku.
W maju 4minute nagrały wraz z Thelma Aoyama singiel pt.: "Without U", który został wydany w dwóch językach: japońskim i angielskim. Hyuna wzięła udział w produkcji pierwszego solowego debiutu Heo Young-saeng'a z zespołu SS501, nagrała wraz z nim piosenkę "Let it Go". Dziewczyny uczestniczyły także w promocji gry produkcji JCE o nazwie "Freestyle", poprzez wydanie piosenki i teledysku o tej samej nazwie. Pojawiły się one także, jako jedne z postaci w grze.
W sierpniu 4minute wydały japońską wersję teledysku ich piosenki "Heart to Heart". 7 września wydały swój już 5 japoński singiel, który zajął 15. miejsce w "Oricon Daily Singles", oraz pierwsze DVD pt.: Emerald of 4Minute, które zajęło również 15. miejsce na "Oricon Daily DVD". W październiku dziewczyny nagrały piosenkę "Ready Go", została ona wykorzystana w dramie japońskiej stacji telewizyjnej TV Tokyo pt.:"Welcome to the El-Palacio".

### 2012 „Volume Up”, „Love Tension”
Po licznych zapowiedziach i odroczeniach comeback'u zespołu, 9 kwietnia został wydany trzeci mini-album, "Volume Up", wraz z teledyskiem do piosenki o tym samym tytule. Zespół promował się wraz z utworem w programach takich jak M Countdown, Music Bank, Music Core oraz Inkagyo.
Album zajął 1. miejsce na "Gaon Weekly Album" oraz jego singiel 2. miejsce w "Gaon Singles".
22 sierpnia 4minute wydało swój już siódmy japoński singiel pt.:"Love Tension", w którym pojawiła się japońska wersja piosenki "Volume Up".
W międzyczasie Hyuna gościnnie wystąpiła w teledysku PSY do piosenki "Gangnam Style".
13 października 4minute wystąpiły podczas KCON 2012 w Verizon Wireless Amphitheatre (Irvine, California).

### 2013 „Name Is 4minute” i „Is it Poppin?”
Pod koniec marca Cube ogłosiło, że 4minute pracuje nad swoim nowym mini-albumem. Przedstawiciele wytwórni mówili, iż zespół ma zamiar wrócić do stylu, który zaprezentowały przy debiucie z piosenką „Hot Issue” i „MUZIK”. 17 kwietnia Cube opublikowało pierwszą zapowiedź nowego albumu. Było to 6 zdjęć – jedno grupowe i 5 indywidualnych.
Mini-album ten miał zostać wydany 25 kwietnia, jednakże z powodu wydłużonego czasu pracy nad teledyskiem do tytułowego utworu pt.: „What's Your Name?” premiera albumu została przesunięta o jeden dzień. 26 kwietnia 2013 roku, w dniu premiery albumu, 4Minute wystąpiły z dwiema piosenkami, „Whatever” oraz „What's Your Name” podczas Music Bank. Album zawiera 5 piosenek, z czego jedną z nich jest intro.
Po wielkim sukcesie 4minute z ich singlem „What's Your Name?”, zespół od razu po zakończeniu promocji rozpoczął prace nad kolejnym wakacyjnym singlem pt. „Is it Poppin?”, który wydany został 28 czerwca 2013 roku.

### 2014 „Only Gained Weight”, „4Minute World”
20 stycznia 2014 roku Brave Brothers wydali singiel pt.: „Only Gained Weight” nagrany we współpracy z członkiniami 4Minute: Hyuną, Gayoon i Sohyun. Piosenka uplasowała się na 5 miejscu na listach MelON i Gaon.
7 marca Cube oficjalnie potwierdziło, że piąty minialbum 4Minute World zostanie wydany dziesięć dni później (17 marca). Album był promowany przez zdjęcia, stylizowane na polaroid, z zapisanym pod spodem czasem ich wykonania. Były one wydawane codziennie od  10 do 14 marca. Dzień później pojawiła się zapowiedź teledysku do głównej piosenki pt. „Whatcha Doin' Today” oraz lista piosenek, które pojawiły się na albumie. Zawiera on pięć utworów, „Wait A Minute”, „Whatcha Doin' Today”, „Come In” (duet Gayoon i Hyuny), „I'll Teach You” (Jihyun, Jiyoon, Sohyun) oraz „Thank You” napisane przez Sohyun i Hyunę w podziękowaniu dla fanów. Teledysk do tytułowej piosenki został wydany 16 marca.
Grupa promowała się z piosenką na różnych programach muzycznych. 30 marca 4minute wygrały z 2NE1 i Girl's Generation podczas Inkigayo. 3 kwietnia wygrały na specjalnym odcinku M!Countdown, który miał miejsce w Japonii. 7 czerwca wystąpiły z „Watcha Doin' Today” podczas Dream Concert razem z innymi artystami.
17 października, podczas ich występu w Seongnam, na południu Seulu w Korei Południowej, 16 osób zginęło i 11 było ciężko rannych przez wypadek, spowodowany zawaleniem się kraty wentylacyjnej.
28 października 4minute otrzymały nagrodę na Style Icon Awards za ich stylową i wyznaczającą trendy modę w 2014 roku. Podczas uroczystości wystąpiły z „What's Your Name?” i „Whatcha Doin' Today”.

### 2015 „Crazy”
26 stycznia 2015 roku CUBE Entertainment ogłosiło, że 4minute wydadzą teledysk do piosenki „Cold Rain”. Był to pierwszy raz, gdy grupa wydała balladę jako singiel. Zespół wydał także zapowiedź w postaci wideo o nazwie „Revamped”. 29 stycznia 4minute opublikowały zdjęcia zwiastujące ich drugi singiel pt.: „Crazy”, który jest także tytułową piosenką ich szóstego mini-albumu. Tydzień przed wydaniem EP, grupa za pośrednictwem portalu YouTube wstawiła zapowiedzi wszystkich piosenek, które pojawiły się na płycie. 9 lutego miała miejsce premiera albumu i tytułowej piosenki. Podczas promocji „Crazy”, 4minute wygrały swoją pierwszą nagrodę na Music Core od czasu debiutu. Album zadebiutował na 1 miejscu, na "World Albums Chart" portalu Billboard. 4minute rozdawały swoim fanom jedzenie i ciepłe napoje w dniach, w których nagrywały swoje występy w programach muzycznych.
4 kwietnia 4minute zagrały koncert w Birmie, w którym uczestniczyło ponad 7 tys. fanów.

### 2016Act. 7i rozwiązanie zespołu
20 stycznia 2016 roku CUBE Entertainment ogłosiło, że 1 lutego 2016 grupa wyda swój siódmy mini album zatytułowany Act. 7. Zespół nie wygrał żadnych nagród.
13 czerwca ogłoszono, że grupa zostanie rozwiązana po wygaśnięciu kontraktu z wytwórnią. Tylko Hyuna odnowiła swój kontrakt z CUBE Entertainment na rzecz solowej kariery. Zespół został rozwiązany po siedmiu latach aktywności.

## Członkinie zespołu
| Imię sceniczne | Imię sceniczne | Data urodzenia       | Pozycja                               |
| Latynizacja    | Hangul         | Data urodzenia       | Pozycja                               |
| -------------- | -------------- | -------------------- | ------------------------------------- |
| Nam Ji-hyun    | 남지현         | 9 stycznia 1990      | Lider, wokalistka                     |
| Heo Ga-yoon    | 허가윤         | 18 maja 1990         | Główna wokalistka                     |
| Jeon Ji-yoon   | 전지윤         | 15 października 1990 | Prowadzący rap, prowadząca wokalistka |
| Kim Hyun-a     | 김현아         | 6 czerwca 1992       | Główny rap, główna tancerka           |
| Kwon So-hyun   | 권소현         | 30 sierpnia 1994     | Wokalistka, rap, tancerka, maknae     |

## Dyskografia
Albumy studyjne
| Rok                                            | Dane dot. albumu | Najwyższa pozycja | Najwyższa pozycja | Sprzedaż       |            |
| Rok                                            | Dane dot. albumu | KOR               | JPN               | Sprzedaż       |            |
| Koreańskie                                     | Koreańskie | Koreańskie        | Koreańskie        | Koreańskie     | Koreańskie |
| ---------------------------------------------- | --- | ----------------- | ----------------- | -------------- | ---------- |
| 2011                                           | 4Minutes Left - Wydany: 5 kwietnia 2011 - Wytwórnia: Cube Entertainment, Universal Music Group - Format: CD, digital download | 2                 |                   | - KOR: 38 678+ |            |
| Japońskie                                      | |                   |                   |                |            |
| 2010                                           | Diamond - Wydany: 15 grudnia 2010 - Wytwórnia: Far Eastern Tribe Records - Format: CD, digital download                       |                   | 27                |                |            |
| "–" oznacza, że wydawnictwo nie było notowane. | |                   |                   |                |            |

Minialbumy
| Rok                                            | Dane dot. albumu | Najwyższa pozycja | Sprzedaż       |            |            |
| Rok                                            | Dane dot. albumu | KOR               | Sprzedaż       |            |            |
| Koreańskie                                     | Koreańskie | Koreańskie        | Koreańskie     | Koreańskie | Koreańskie |
| ---------------------------------------------- | --- | ----------------- | -------------- | ---------- | ---------- |
| 2009                                           | For Muzik - Wydany: 28 sierpnia 2009 - Wytwórnia: Cube Entertainment, Mnet Media - Format: CD, digital download                  |                   |                |            |            |
| 2010                                           | Hit Your Heart - Wydany: 19 maja 2010 - Wytwórnia: Cube Entertainment, Universal Music Group - Format: CD, digital download      | 3                 | - KOR: 28 064+ |            |            |
| 2012                                           | Volume Up - Wydany: 9 kwietnia 2012 - Wytwórnia: Cube Entertainment, Universal Music Group - Format: CD, digital download        | 1                 | - KOR: 57 294+ |            |            |
| 2013                                           | Name Is 4Minute - Wydany: 26 kwietnia 2013 - Wytwórnia: Cube Entertainment, Universal Music Group - Format: CD, digital download | 2                 | - KOR: 15 620+ |            |            |
| 2014                                           | 4Minute World - Wydany: 17 marca 2014 - Wytwórnia: Cube Entertainment, Universal Music Group - Format: CD, digital download      | 2                 | - KOR: 11 231+ |            |            |
| 2015                                           | Crazy - Wydany: 9 lutego 2015 - Wytwórnia: Cube Entertainment, Universal Music Group - Format: CD, digital download              | 2                 | - KOR: 22 102+ |            |            |
| 2016                                           | Act. 7 - Wydany: 1 lutego 2016 - Wytwórnia: Cube Entertainment, Universal Music Group - Format: CD, digital download             | 2                 | - KOR: 7646+   |            |            |
| "–" oznacza, że wydawnictwo nie było notowane. | |                   |                |            |            |

Kompilacje
| Rok                                            | Dane dot. albumu                                                                                                 | Najwyższa pozycja | Sprzedaż  |           |           |
| Rok                                            | Dane dot. albumu                                                                                                 | JPN               | Sprzedaż  |           |           |
| Japońskie                                      | Japońskie | Japońskie         | Japońskie | Japońskie | Japońskie |
| ---------------------------------------------- | --- | ----------------- | --------- | --------- | --------- |
| 2012                                           | Best of 4Minute - Wydany: 26 września 2012 - Wytwórnia: Far Eastern Tribe Records - Format: CD, digital download | 37                |           |           |           |
| "–" oznacza, że wydawnictwo nie było notowane. | |                   |           |           |           |

## Filmografia

### Wystąpienia w telewizji
| Rok  | Program                               |
| ---- | ------------------------------------- |
| 2009 | Super Junior Miracle                  |
| 2009 | MTV 4minute                           |
| 2010 | MTV 4minute's Friend Day              |
| 2010 | 4minute's All In                      |
| 2010 | Bouquet                               |
| 2011 | 4Minute's Mr. Teacher                 |
| 2011 | 4Minute @ Shikshin Road               |
| 2011 | Exciting Cube TV                      |
| 2012 | Issue and People                      |
| 2012 | Weekly Idol (razem z BtoB)            |
| 2012 | Entertainment Relay                   |
| 2012 | Entertainment Weekly – Guerrilla Date |
| 2012 | 4Minute Travel Maker                  |
| 2012 | MBC Mr and Miss Idol Korea            |
| 2012 | KBS Idol Crown Prince Chuseok Special |
| 2012 | SBS Star King                         |
| 2012 | MBC She and Her Car                   |
| 2012 | (Nam Jihyun) TVN The Romantic & Idol  |
| 2012 | Weekly Idol                           |

## Koncerty

### Koncerty indywidualne
- 2010: 4Minute Energy LIVE Volume 1: 1st Concert [Tokyo]
- 2010: 4Minute Energy LIVE Volume 2: DIAMOND [Tokyo & Osaka]

### Koncerty, w których 4Minute wzięło udział
- 2011: United Cube Concert
- 2011: KBS New York Korea Festival Concert [New Overpeck Park, New Jersey]
- 2011: Billboard Korea's K-Pop Masters Concerts [MGM Grand Garden Arena, Las Vegas, Nevada]
- 2011: Korean Music Festival in Sydney [ANZ Stadium, Sydney, Australia]
- 2012: KBS Music Bank in Paris [Palais Omnisport de Paris Bercy, Paris, France]
- 2012: MBC Korean Music Wave in Bangkok [Rajamangala Stadium, Huamark, Bangkok]
- 2012: MBC Korean Culture Festival in London [Indigo O2, London]
- 2012: Beauty & The Beast in Macau [Cotai Arena, Macau]
- 2012: KCON [Verizon Wireless Amphitheatre, Irvine, California]
- 2012: SBS Super K-Pop Concert in America [Verizon Wireless Amphitheatre, Irvine, California]
- 2012: MBC Korean Music Wave in Kobe [Kobe World Memorial Hall, Kobe, Japan]
- 2012: AIA K-Pop Concert in Hong Kong [AsiaWorld-Expo Arena, Lantau, Hong Kong, China]
- 2013: 27th Golden Disk Awards in Malaysia [Sepang International Circuit, Kuala Lumpur, Malaysia]